# 欧特维尔 (加来海峡省)
欧特维尔（法語：Hauteville，法語發音：[otvil]）是法国上法蘭西大區加来海峡省的一个市镇，属于阿拉斯区。

## 地理
欧特维尔（50°16'20"N, 2°34'23"E）面积4.06 平方千米，位于法国上法蘭西大區加来海峡省，该省份为法国北部沿海省份，西北濒北海，南至索姆省，东临北部省。
与欧特维尔接壤的市镇（或旧市镇、城区）包括：拉特尔圣康坦、福瑟、努瓦耶勒维永、旺克坦、阿韦讷勒孔特。

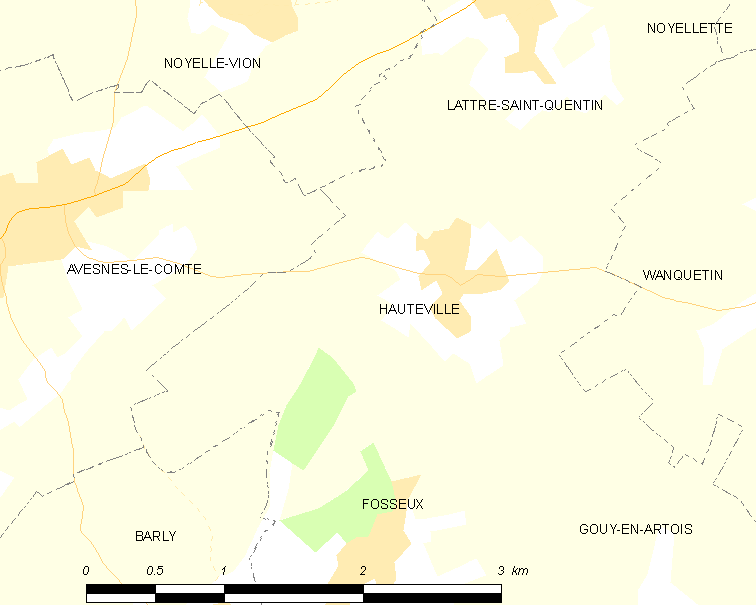
的OSM定位图

欧特维尔的时区为UTC+01:00、UTC+02:00（夏令时）。

## 行政
欧特维尔的邮政编码为62810，INSEE市镇编码为62418。

## 政治
欧特维尔所属的省级选区为阿韦讷勒孔特县。

## 人口

1962-2008年间人口变化图示

欧特维尔于2022年1月1日时的人口数量为306人。